# Ortalis ruficauda
Ortalis ruficauda е вид птица от семейство Cracidae.

## Разпространение
Видът е разпространен във Венецуела, Гренада, Колумбия, Сейнт Винсент и Гренадини и Тринидад и Тобаго.